# 金翼黄耆
金翼黄耆（学名：[Astragalus chrysopterus] 错误：{{Lang}}：文本有斜体标记（帮助））为豆科黄芪属的植物，为中国的特有植物。分布于中国大陆的宁夏、河北、陕西、甘肃、四川、山西、青海等地，生长于海拔1,600米至3,700米的地区，一般生长在灌丛、林下、山坡和沟谷中，目前尚未由人工引种栽培。